# Stöckau
Stöckau ist ein Gemeindeteil der Gemeinde Langfurth im Landkreis Ansbach (Mittelfranken, Bayern). Stöckau liegt in der Gemarkung Langfurth.

## Geografie
Der Weiler liegt am Langfurther Mühlgraben, ein linker Zufluss der Sulzach. Im Südwesten grenzt das Gallenfeld an. Im Nordwesten befindet sich das Waldgebiet Saulach, im Osten das Waldgebiet Hirschfeld. Eine Gemeindeverbindungsstraße führt nach Schlierberg (2,1 km nordöstlich) bzw. nach Oberkemmathen (1,5 km südwestlich).

## Geschichte
Stöckau lag im Fraischbezirk des ansbachischen Oberamtes Wassertrüdingen. Gegen Ende des 18. Jahrhunderts gab es fünf Anwesen (2 Diensthöfe, 2 Güter, 1 Häuslein) und ein Gemeindehirtenhaus. Die Dorf- und Gemeindeherrschaft sowie die Grundherrschaft über alle Anwesen hatte das ansbachische Verwalteramt Forndorf. Von 1797 bis 1808 unterstand der Ort dem Justiz- und Kammeramt Wassertrüdingen.
Im Zuge des Gemeindeedikt wurde Stöckau dem 1809 gebildeten Steuerdistrikt und Ruralgemeinde Oberkemmathen zugewiesen. 1818 wurde die Ruralgemeinde Stöckau gebildet, zu der der Ort Langfurth gehörte. Sie unterstand in Verwaltung und Gerichtsbarkeit dem Landgericht Wassertrüdingen und in Finanzverwaltung dem Rentamt Wassertrüdingen. Bereits 1823 wurde die Gemeinde wieder nach Oberkemmathen (am 11. November 1968 in Langfurth umbenannt) eingegliedert.

### Baudenkmal
- Nähe Hauptstraße: Sühnekreuz, Sandstein, wohl 16. Jahrhundert; südöstlich des Ortes, Richtung Langfurth.[10]

### Einwohnerentwicklung
| Jahr      | 001818 | 001840 | 001861 | 001871 | 001885 | 001900 | 001925 | 001950 | 001961 | 001970 | 001987 | 002007 | 002012 | 002016 |
| Einwohner | 29     | 36     | 47     | 35     | 30     | 24     | 37     | 38     | 35     | 35     | 28     | *23    | *20    | *22    |
| Häuser    | 8      | 8      |        |        | 7      | 8      | 7      | 7      | 7      |        | 7      |        |        |        |
| Quelle    | [ 12 ] | [ 13 ] | [ 14 ] | [ 15 ] | [ 16 ] | [ 17 ] | [ 18 ] | [ 19 ] | [ 20 ] | [ 21 ] | [ 22 ] |        |        | [ 1 ]  |

## Religion
Der Ort ist seit der Reformation evangelisch-lutherisch geprägt und bis heute nach St. Peter (Ammelbruch) gepfarrt. Die Katholiken sind nach St. Peter und Paul (Halsbach) gepfarrt.